# أوستن هوبارد
أوستن ستيفن فيليب هوبارد (بالإنجليزية: Austin Steven Phillip Hubbard؛ مواليد 22 ديسمبر 1991) هو مُقاتل فنون قتالية مختلطة أمريكي.

## وصلات خارجية
- أوستن هوبارد على موقع يو إف سي (الإنجليزية)
- أوستن هوبارد على موقع شيردوغ (الإنجليزية)
- أوستن هوبارد على موقع Tapology.com (الإنجليزية)